# Junkers EF 132
Junkers EF 132 byl plánovaný proudový bombardér vyvíjený pro Luftwaffe za druhé světové války. Byl to poslední letoun konstrukční kanceláře Junkers vyvíjený během války. Jeho návrh, který začal v roce 1942, vychází z Junkersu Ju 287. Němečtí konstruktéři se dostali jen do fáze dřevěné makety v měřítku 1:1 pro testy v aerodynamickém tunelu. Po válce byly výrobní agregáty a personál pracující na projektu přesunuty do Sovětského svazu, kde vývoj pokračoval v konstrukční kanceláři OKB-1. Zde byly poznatky německých konstruktérů využity při vývoji OKB-1 EF 140 z něhož byl později vyvinut Iljušin Il-28. Než konstrukční kancelář OKB-1 přešla na vývoj vesmírných lodí a družic byly z projektu OKB-1 EF 132 položeny základy pro proudové strategické bombardéry Mjasiščev M-4 a Tupolev Tu-16. Díky operaci Lusty (LUftwaffe Secret TechnologY) získali západní spojenci potřebné poznatky, které využili při vývoji prototypu XB-47, pozdějšího amerického bombardéru Boeing B-47 Stratojet, a britského Vickers Valiant.

## Specifikace EF 132

### Technické údaje
- Osádka: 5
- Rozpětí: 32,40 m (106 ft 4 in)
- Délka: 30,80 m (101 ft 1 in)
- Výška: 8,40 m (27 ft 7 in)
- Nosná plocha: 161 m² (1 730 ft²)
- Hmotnost prázdného stroje: 31 300 kg (69 000 lb)
- Maximální vzletová hmotnost: 65 000 kg (143 300 lb)
- Pohonná jednotka: 6× proudový motor Junkers Jumo 012, každý o tahu 24,5 kN (5 500 lbf)

### Výkony
- Maximální rychlost: 930 km/h (502 kn, 578 mph)
- Dostup: 10 300 m (33 792 ft), někde uváděný 14 000 m
- Stoupavost: 15,5 m/s (2 834 ft/min)
- Dolet: 3 500 km (1 900 nmi, 2 175 mi)

### Výzbroj
- Kanóny: Dvě střelecké věže a zadní střeliště, každé se zdvojenými kanony ráže 20 mm.
- Pumy: 5 000 kg (11 023 lb)

### Předchůdce
- Junkers Ju 287

### Navazující vývoj
- Mjasiščev M-4
- Boeing B-47 Stratojet
- Vickers Valiant
- OKB-1 EF 140
- Alexejev Typ 150
- Boeing B-52 Stratofortress